# Marie Bäumer
Henrike Marie Bäumer (Düsseldorf, 7 de maio de 1969) é uma atriz alemã. Ela ganhou dois prêmios de cinema da Baviera por suas atuações em Der alte Affe Angst (2003) e 3 Tage in Quiberon (2018). Por sua interpretação de Romy Schneider neste último, ela também ganhou o Deutscher Filmpreis e foi indicada ao European Film Award.

## Vida pessoal
Bäumer tem um filho com o ator Nicki von Tempelhoff, de quem se separou em julho de 2009. Ela mora em L'Isle-sur-la-Sorgue, França, perto de Avignon.

## Filmografia parcial
| Ano  | Título                                | Papel              | Direção                  | Nota(s)    |
| ---- | ------------------------------------- | ------------------ | ------------------------ | ---------- |
| 1995 | Das Schwein – Eine deutsche Karriere} | Rita Krüger        | Ilse Hofmann             | Minissérie |
| 1996 | Jailbirds                             | Emilia Bauer       | Detlev Buck              |            |
| 1998 | Sieben Monde                          | Alexandra          | Peter Fratzscher         |            |
| 1999 | Latin Lover                           | Anna Glaser        | Oskar Roehler            | Telefilme  |
| 2001 | She                                   | Roxane             | Timothy Bond             |            |
| 2001 | Der Schuh des Manitu                  | Uschi              | Michael Herbig           |            |
| 2001 | Resurrection                          | Missy              | Paolo e Vittorio Taviani | Telefilme  |
| 2002 | Poppitz                               | Lena Schartl       | Harald Sicheritz         |            |
| 2002 | Napoléon                              | Carolina Bonaparte | Yves Simoneau            | Minissérie |
| 2003 | Angst                                 | Marie              | Oskar Roehler            |            |
| 2006 | Dresden                               | Maria Goldberg     | Roland Suso Richter      | Telefilme  |
| 2007 | Armin                                 | Gudrun             | Ognjen Sviličić          |            |
| 2008 | 10 Sekunden                           | Franziska Hofer    | Nicolai Rohde            |            |
| 2009 | Sometime in August                    | Hanna              | Sebastian Schipper       |            |
| 2009 | Haus und Kind                         | Lena Neubauer      | Andreas Kleinert         | Telefilme  |
| 2010 | Der grosse Kater                      | Marie              | Wolfgang Panzer          |            |
| 2010 | Die Grenze                            | Nadine Manz        | Roland Suso Richter      | Telefilme  |
| 2010 | Im Angesicht des Verbrechens          | Stella             | Dominik Graf             | Minissérie |
| 2013 | Charlotte Link – Das andere Kind      | Leslie Cramer      | Urs Egger                | Telefilme  |
| 2013 | Das Adlon. Eine Familiensaga          | Hedda Adlon        | Uli Edel                 | Minissérie |
| 2013 | Pour ton anniversaire                 | Anna               | Denis Dercourt           |            |
| 2013 | Der Geschmack von Apfelkernen         | Inga               | Vivian Naefe             |            |
| 2014 | Therapy Crashers                      | Sylvie             | Anno Saul                |            |
| 2015 | En équilibre                          | Alexandra          | Denis Dercourt           |            |
| 2015 | Letter to My Life                     | Toni               | Urs Egger                | Telefilme  |
| 2018 | 3 Days in Quiberon                    | Romy Schneider     | Emily Atef               |            |